# TOTSO
Een TOTSO is een begrip binnen de verkeerskunde, dat staat voor Turn Off To Stay On. De weggebruiker moet via een afrit of knooppunt de doorgaande weg verlaten om toch hetzelfde wegnummer te behouden. Een TOTSO wordt gezien als een onvolkomendheid binnen het systeem van wegnummering, omdat de weggebruiker standaard aanneemt dat hij altijd rechtdoor kan blijven rijden om dezelfde weg aan te houden. 
Een TOTSO kan op verschillende manieren ontstaan:
- De grootste verkeersstroom van een bepaalde knooppunt volgt niet het wegnummer.
Een voorbeeld hiervan is Dreieck Erfttal (A61 / A1) in Duitsland. Het meeste verkeer gaat hier richting Keulen (A1) en niet richting Venlo (A61). Hierdoor moet men voor Venlo afslaan om de A61 aan te houden.

- Het knooppunt is al aangelegd in de tijd dat de wegnummering nog anders was. Pas na de veranderingen van het huidige systeem is een TOTSO ontstaan. Vooral E-nummers hebben hier last van. Deze zijn over geheel Europa uitgedeeld, waarbij met de wegenbouw geen rekening is gehouden. Hierdoor is in het E-nummer-netwerk vaak een TOTSO te vinden.

- De route van een wegnummer is incompleet, waardoor deze samen met een ander wegnummer moet lopen. Ook komt het voor dat men over een andere snelweg moet omrijden om weer bij hetzelfde wegnummer uit te komen. Dit eindigt of begint dwingend met een TOTSO op het moment dat men het andere wegnummer oprijdt dan wel verlaat.
Een voorbeeld hiervan is de A8 in Duitsland bij München. Omdat de A8 niet dwars door de stad kan lopen, moet men van de ringautosnelweg (A99) gebruikmaken om weer bij het andere gedeelte van de A8 uit te komen.

- Twee gelijkwaardige wegen splitsen zich. Door het doorlopende wegnummer op de rechterbaan als afslaande richting aan te merken worden afritten aan de linkerkant van de rijbaan voorkomen. Voorbeelden:
  - Knooppunt Azelo (A1 / A35);
  - Knooppunt Hoogeveen (A28 / A37);
  - Knooppunt Muiderberg (A1, rechterbaan uit Amsterdam / A6, rechterbaan naar Almere).